# لوسيو أغوستيني
لوسيو أغوستيني هو ملحن كندي، ولد في 30 ديسمبر 1913 في فانو في إيطاليا، وتوفي في 15 فبراير 1996 في تورونتو في كندا.

## وصلات خارجية
- لوسيو أغوستيني على موقع IMDb (الإنجليزية)
- لوسيو أغوستيني على موقع ديسكوغز (الإنجليزية)
- لوسيو أغوستيني على موقع قاعدة بيانات الفيلم (الإنجليزية)